# Airbag vs. Los Reactivos
Airbag vs. Los Reactivos es un EP compartido entre la banda malagueña de pop punk Airbag y la banda castellonense Los Reactivos. 
Se trata de un disco de corta duración publicado por la discográfica independiente No Tomorrow Records, especializada en sonidos que van del pop punk hasta el power pop más duro. 
El disco es parte de una serie con el que el sello a finales de 2008 quiso celebrar sus 15 años de existencia para la que invitó a grupos que se hicieran música similar al sonido de la discográfica aunque nunca hubieran editado en la misma.
El disco fue publicado en una edición especial de 500 ejemplares pensada para coleccionistas e incluye dos canciones de Airbag y otras dos de Los Reactivos.

## Lista de canciones
1. Laura está sola.
2. Vince Moaloka.
3. Y tu amiga no baila.
4. Hazlo otra vez.